# Amentit

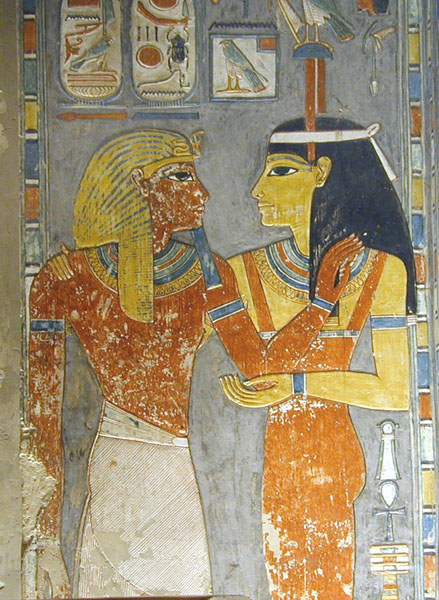
Amentit dando la bienvenida al faraón Horemheb en su tumba, KV57.

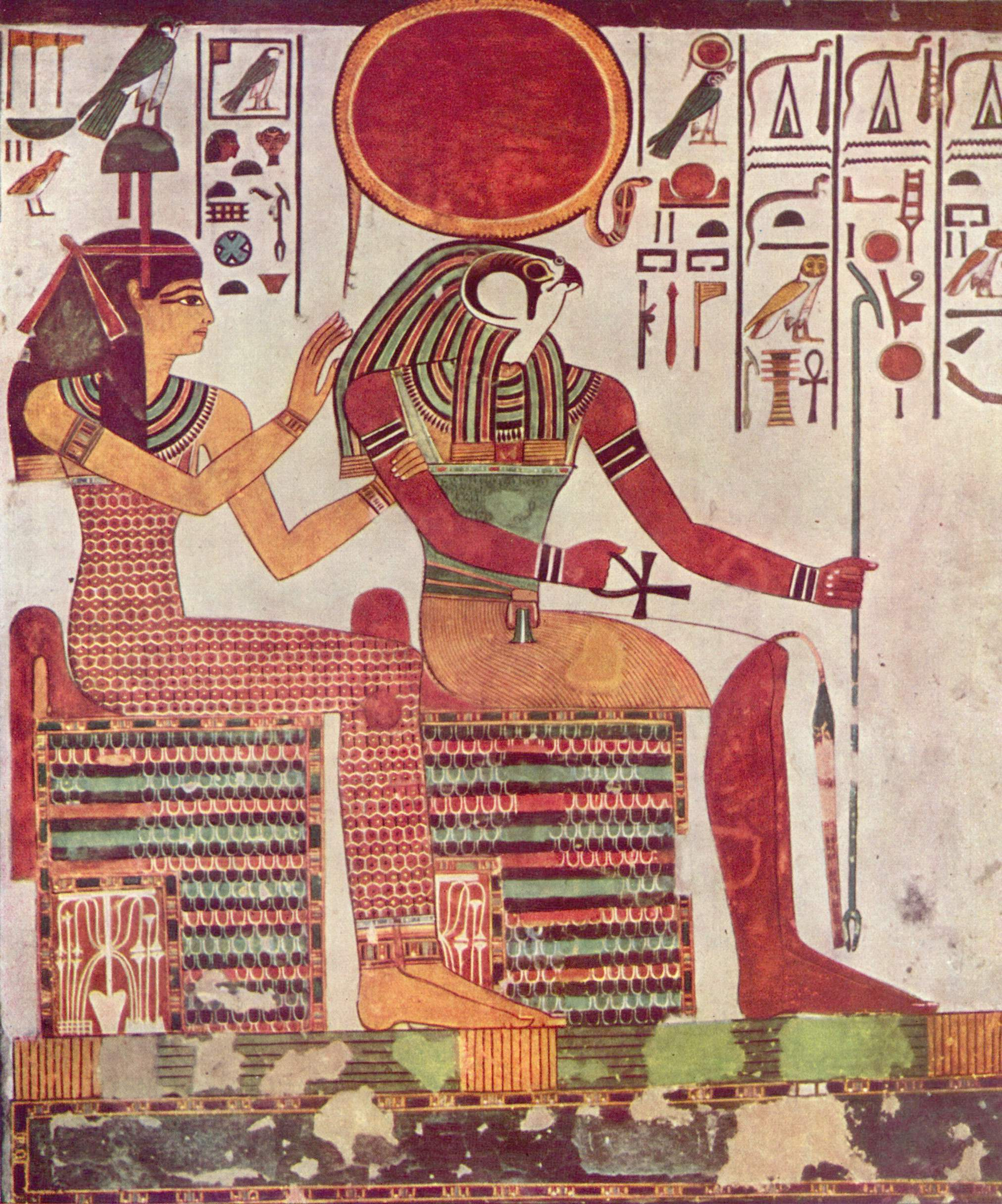
Amentit y Ra en la tumba de Nefertari.

Amentit (también Amentet, Ament,  Amentent, Imentet o Imentit, significa "La del Occidente") era una diosa de la religión del Antiguo Egipto, bastante poco conocida, que representa a las necrópolis occidentales del Nilo, donde se acogía a los difuntos. Era la esposa de Aqen, un dios que guiaba a Ra a través de determinadas zonas del inframundo. 
Aunque nunca fue adorada oficialmente, es mencionada en varios himnos y pasajes del Libro de los muertos.

## Mitología
Como diosa de los difuntos, vivía en un árbol al borde del desierto que miraba hacia la entrada de la Duat. Su trabajo principal, aparte de ser una diosa menor de la fertilidad, era ofrecer alimento y bebida a los recién fallecidos para restaurar suficientemente sus espíritus como para viajar al "campo de cañas", que era esencialmente el "paraíso" en la religión del Antiguo Egipto. Sin embargo, estaba tan estrechamente vinculada a Hathor y a Isis en sus papeles del Más allá que posiblemente no fuese una deidad independiente, sino una forma alternativa de esas dos diosas. También habría sido considerada la hija de Hathor y Horus.

## Iconografía
Por lo general, se la representaba como una mujer con las vestimentas de una reina que portaba ocasionalmente un cetro y el anj, símbolo de la vida. Llevaba sobre su cabeza el jeroglífico que representa al "oeste": una pluma, o un halcón, sobre un pan y un paño plegado. 
Aparece a menudo pintada en las paredes de las tumbas, dando la bienvenida al difunto a la otra vida. En los féretros, puede aparecer pintada con alas, y a veces como un milano, debido a su conexión con Isis y Neftis.

## Epítetos
Su título "La del Occidente" no es solo una declaración relacionada con la geografía, sino también relacionada con su papel mitológico porque como el sol se pone por el Oeste, iba a ser acompañado por la muerte, que era donde Amentit usualmente reinaba. Además se pensaba que el Amenti estaba por donde el sol se ponía, y donde se ubicaba la entrada al inframundo, aunque más tarde el término comenzó también a asociarse con necróplis y tumbas.
| R14 | X1 · X1 | N25 |

| R14 | X1 · X1 | N25 |

Amentit es el lado amable de la muerte, representándola hermosa y sonriente en su papel de dar la bienvenida al difunto.